# 普洛佩尼
普洛佩尼是羅馬尼亞的城鎮，位於該國南部，距離首府普拉霍瓦縣13公里，由普拉霍瓦縣負責管轄，面積4.73平方公里，海拔高度253米，2009年人口9,407，大多數居民信奉東正教。